# Kaushambi (distrikt)
Kaushambi (hindi: कौशाम्बी ज़िला, urdu: کوشامبی ضلع)er et distrikt i den indiske delstat Uttar Pradesh. Distriktets hovedstad er Manjhanpur.

## Demografi
Ved folketællingen i 2011 var der 1.596.909 indbyggere i distriktet, mod 1.293.154 i 2001. Den urbane befolkning udgør 7,79 % af befolkningen.
Børn i alderen 0 til 6 år udgjorde 16,50 % i 2011 mod 20,53 % i 2001. Antallet af piger i den alder per tusinde drenge er 946 i 2011.